# テスタメント (GUILTY GEAR)
テスタメント（TESTAMENT）は、2D格闘ゲーム「GUILTY GEARシリーズ」に登場する架空の人物。

## 概要

### ギルティギア（初代）からの基礎設定・GGXXまでの振る舞い
クリフ・アンダーソンの義理の息子。スイス出身。クリフを尊敬し、跡継ぎになる決意をしていたが、当時従事していた遊軍の任務中に某先進国の計画に巻き込まれギアに改造されてしまう。強靭な精神力により意識や記憶を奪われることは免れるも、「人類抹殺」の命令には抗えず、自我を持ったままジャスティスに仕えたことで、望まぬ戦いに身を投じて苦痛を味わうこととなる。改造された当時は中級程度のギアであり、40年前に養父クリフによって倒されるが、その後何らかの要因により強化され復活する。
従属・半独立思考型のギアで、主が不在でも行動が可能だが、指揮官型ギアには抗えない特性を持つ。
死神をモチーフとしたキャラクターで、戦闘では自らの血液から生み出した大鎌を武器とする。空間を操る大規模な法術戦を得意とし、複数の使い魔を使役する。
容易に死ねない体質で、見た目は若いが実年齢は60～70代。ギアに改造された事で人間を酷く嫌っているが、本来の性格は子供好きで、人の為なら自己犠牲を惜しまず、罪人ですら罪を咎めず更生を促す事を善しとする温和な博愛主義者である。本能的に「斎藤流古武術」とソルを嫌っている。
ナーバスな性格であり、本編での対戦勝利時の演出や勝利デモでは血生臭い台詞を吐いているが、そういった言動を見せるのは、先に相手の戦意を削ぎ無用な戦闘を避ける為である。また、ネガティブな態度や思考が目立ち、作中において周囲からそれを度々指摘されている。
ソルとは『GG』以前から複数回の衝突があり、ジャスティスの支配から解放されるまでは因縁の関係であったことが示唆される。ソルを嫌う理由は、若き日のクリフの憧れの存在がソルであったことを知り、クリフの背を追う本人にとって深いコンプレックスとなった為。しかし、家庭用移植（Xbox・Windows・Steamの3種類）版のストーリーモードでは彼に対して「修羅なる友」と称している点から、一方的な嫌悪感のみを抱いているわけではないことが明かされている。

### ギルティギアSTRIVEでの設定
『AC＋』以降（GG2からGGXrdまで）は特にその後の描写は記載されていなかったが、『STRIVE』のストーリーモードのEDにおいて改めて描かれた。ディズィーの保護をきっかけに徐々に人間的な感性を取り戻し、現在は前述の人間に対する憎しみも持っておらず、以前のような優しい青年としてかつてディズィーを保護していた老夫婦と静かに暮らしている。また、その暮らしの影響か、36にも及ぶ多彩で幅広い趣味を持つようになった。『STRIVE』ではダウンロードコンテンツにて、プレイアブルキャラクターとして登場する。

### その他の設定
名前の由来はスラッシュメタルバンドのテスタメントから。

## 使い魔
サキュバス
勝利時の演出などで時折姿を見せる夢魔の少女。普段はカラスの姿に擬態している。『STRIVE』では赤と青の2体に増えた。
エグゼビースト
地中から現れる使い魔。
初代GGでは灰色の怪物の姿で登場、GGXからは犀のような姿をした紫色の怪物に変更され
目元が金属板に似た形状の布のようなもので覆われる形で縫合されている。

## ストーリー
※『GG』では彼は隠しキャラクター及び中ボスなので、サイドストーリーは用意されていない。
GUILTY GEAR
ジャスティスの封印を解く為に第二次聖騎士団選抜大会を開いた黒幕だが、同時に彼自身の人格は洗脳に抗い、ジャスティスの能力に制限をかける事に成功した。この時ソルにより殺されているが死ねない体の為に生き返っている。
GUILTY GEAR X
ジャスティスの死亡によりテスタメントは本来の心優しい人格を取り戻したものの、洗脳時に負った業の深さに絶望する。生きる意味を見失い自暴自棄のまま彷徨ううちに魔の森に迷い込み、やがて指揮官型ギアのディズィーと出会う。
彼女との出会いにより、森での平穏な生活を望むディズィーの為に戦うが、ソルの圧倒的な力の前に再び屈することになる。後にやってきたジョニーの説得と、再び人類を信じたいというディズィーの意向によりジェリーフィッシュ快賊団にディズィーを託す。
GUILT GEAR XX
ディズィーを保護してくれたジョニーに信頼と恩義を感じている事が登場時の専用演出などから窺える。日常描写では本来の人格のまま安定しているが、異常事態が発生したストーリーモードではディズィーの危機に焦りを募らせ、ジョニーに信頼を裏切られた事で薄れていた人類への不信感がぶり返し、錯乱してしまう。

## ゲーム中の性能
『GG』ではボスキャラクターでありながらクセのある必殺技、しゃがまれるとヒット数が半減する通常技や連続技が決めにくいキャラクター。
『GGX』では立ち回りは弱いが、発生の早い中段攻撃によるガード崩しとHS版「エグゼビースト」からの相打ち連続技が強力。
『GGXX』以降は通常技・必殺技の性能が大きく変わり、ゼイネスト、hitomi（必殺技の項目参照）といった罠を画面内に設置し、それを盾にした立ち回りとグレイヴディガーを用いたループ連続技が強力なキャラクター。
『ΛC』では攻守共に使えるHSエグゼビーストの復活、バットランズを絡めた連続技により、最強クラスの性能とされている。
容易に死ねない体質という設定だけあって、防御力は高く設定されている。
弱点は有効な対空技が少ない、接近された際の切り返しに乏しい事。
GOLDモードでは、投げとグレイヴディガーにファントムソウルの効果が付く。

## 技の解説

### 必殺技
グレイヴディガー [GG~SLASH,EX] (空中可)
飛び掛り鎌で斬りかかる技。『GG』、『GGX』、『XX』～でモーションから技の性質までまるで違う。主に連続技に使用される。
名前の由来は、ドイツのヘヴィメタルバンド「グレイヴ・ディガー」から。
『ΛC』ではフォースブレイク専用技に変更。『ΛC』のEXでは通常必殺技。
エグゼビースト [GGX~,EX] (FRC)
地面を這う魔物を召喚する飛び道具。画面端側から召喚するS版と自分の目の前から召喚するHS版の2種類ある。
『XX』～『SLASH』はS版のみ。強化版は巨大になる。主に牽制や起き攻め、固めに使用。
ファントムソウル [GGX~]
地面付近を浮遊する髑髏の形の飛び道具。『XX』で画面上空に停滞するものが追加され2種類に。
ヒットすると一定時間カラスが自動的に攻撃してくれるようになる。
ウォレント [GGX~,EX] (FRC)
挑発するようなポーズを取り、そこに相手の攻撃が当たると溶けて相手の背後に回りこみ反撃するカウンター系必殺技。
ヒット時には相手の体力が徐々に減っていく毒状態にする。
ルフトウォレント [＃RELOAD~,EX]
EXのみ使用可能な技。通常のウォレントと違いカウンターではなく、コマンド入力と同時に相手の目の前、もしくは背後に回りこみ、ヒット時に相手を毒状態にする。
ディップサイス [SLASH~,EX]
ウォレントと同じモーションで姿を消し、相手の真上にワープして鎌を振り下ろす中段技。カウンターヒット時には地面バウンドを誘発。
hitomi [XX~] [SLASH~,EX]
設置時には見えないが、相手が上を通ると木が地面から生えてきて攻撃する必殺技。
設置数は2個（それ以上設置すると古いものから消えていく）。強化版は木が更に巨大になり、相手を毒状態にする。
ゼイネスト [XX~,EX] (空中可)
hitomi同様設置時は見えないが、相手が触れると一定時間拘束する網を張る必殺技。
立ち回り以外に起き攻め、連続技にも使われる。設置時のルールはhitomiと同じ。強化版は拘束時間が延びる。
バッドランズ [ΛC] (空中可)
飛び上がりつつ鎌で斬る技。ヒット後は相手を大きく吹っ飛ばす。主に連続技に使用される。
名前の由来はハードロックバンドの「バッドランズ」から。
パンツァーセンチピード [GG]
召喚した鮫のような物体を地面に放ち、それが一定時間後に真上へ飛びあがる。ガード不可で飛び道具扱いである。
ディメンションサイズ [GG]
地面から突き出た鎌が相手を貫き、ヒット時に相手の移動能力を一時的に奪う。
このときに飛び上がる対空必殺技や突進技を出しても、その場で攻撃してしまう。
なお、この技は『GGX』以降のダストアタックのモーションの元になっている。(『STRIVE』を除く)

### フォースブレイク
グレイヴディガー [ΛC] (空中可)
モーションは必殺技の時と同じだがダウン復帰不能時間が長い。
バッドランズ [ΛC,EX] (空中可)
『ΛC』のEXではグレイヴディガーと入れ替わる形でフォースブレイク技に。性能自体に変化は無い。

### 覚醒必殺技
ナイトメアサーキュラー [GG~,EX]
目の前に魔法陣を描いた後、髑髏状の巨大な飛び道具を放つ。ヒット時は相手を毒状態にする（『GG』では毒のダメージで相手にトドメを刺すことが出来る）。
マスターオブパペット [XX~,EX]
鎌を巨大な鍵に変化させて攻撃する。ヒット時にはhitomi・ゼイネスト（『SLASH』以降）・エグゼビースト（EXのみ）が強化される。
名前の由来はスラッシュメタルバンド「メタリカ」のアルバム「Master Of Puppets」から。

### 一撃必殺技
ソウルヴァイス [GG]
笑いながら相手の魂を抜き取る残忍な技。発動に使う殺界技のリーチが短く決めにくい。
セヴンスサイン [GGX~]
鎌をもう一本出し、相手を斬った後召喚したベッドに寝かせサキュバスが貫く技。
名前の由来はギタリストのイングヴェイ・マルムスティーンのアルバム「The Seventh Sign」から。

## テーマミュージック
- A Fixed Idea[GG]
- Bloodstained Lineage[GGX][GGXX]

## ステージ
- 長い階段と西洋甲冑が並んでいるステージ[GG]
- HELL[GGX]
- GROVE[GGXX~]
- Hells Forest(Deep Forest)：地獄（ISUKA）

## 担当声優
- 高見（あっくん）（GG）
- 小林克彰（GGX - XXAC）
- 小林ゆう（STRIVE）[3]

『GG』では男性声と女性声の二重音声が使用されている。『STRIVE』では、日本語音声は女性声優が担当し、英語音声はトランスジェンダーの女性声優Kayleigh McKeeが担当している。

## 参考資料
- 「ギルティギア コンプリートバイブル」宝島社、1998年 ISBN 978-4796613477
- 「ギルティギアゼクス ドラフティングアートワークス」 エンターブレイン、2001年 ISBN 978-4757703018
- 「アートワークス・オブ・ギルティギアゼクス 2000-2004」ソフトバンククリエイティブ、2004年 ISBN 4-7973-2687-5